# Acaulimalva crenata
Acaulimalva crenata är en malvaväxtart som först beskrevs av Arthur William Hill, och fick sitt nu gällande namn av Krapovickas. Acaulimalva crenata ingår i släktet Acaulimalva och familjen malvaväxter. Inga underarter finns listade i Catalogue of Life.